# Royal Cercle sportif Saint-Josse
Dernière mise à jour : 20 mai 2011.
Le Royal Cercle sportif Saint-Josse est un ancien club de football belge, fondé le 15 mars 1915, affilié à l'Union Belge le 5 avril 1919, et disparu le 1er juillet 2001, absorbé dans une fusion avec Uccle Leopold. Il portait le matricule 83. Bien que provenant de Saint-Josse, le club joue la plus grande partie de son existence sur un terrain situé dans la commune d'Evere, une autre commune de la région bruxelloise.

## Histoire
Fondé en 1915, le CS Saint-Josse rejoint les séries nationales pour la première fois en 1929. Il retourne dans les séries provinciales après une saison, et revient ensuite en Promotion en 1931. Vice-champion la première année, il remporte le titre l'année suivante et joue en Division 1 lors de la saison 1933-1934. C'est la seule campagne qu'il dispute à ce niveau dans son histoire, terminant dernier et relégué directement. Un an plus tard, il subit une seconde relégation consécutive et retourne en provinciales.
Le RCS Saint-Josse ne revient en Promotion qu'en 1950. Un an plus tard, il reçoit le titre de Société Royale, puis en 1952, il est relégué en... Promotion, devenu le nouveau quatrième niveau national. Il s'y maintient trois saisons, puis retourne de nouveau dans les séries provinciales en 1955. En 1988, le club fusionne avec le FC Arsenal Evere, fondé trois ans plus tôt, et change son nom en (Royal) Cercle Sportif Arsenal Saint-Josse. Dix ans plus tard, la mention Arsenal est retirée du nom du club.
Végétant dans les séries provinciales depuis plus de quarante ans, la fin des années 1990 sera prolifique pour le club. Champion de deuxième provinciale en 1999, le club remporte le titre en première provinciale dans la foulée, et revient en Promotion en 2000. Mais après une saison, il est de nouveau relégué. Les dirigeants du club choisissent alors de fusionner avec le Royal Uccle-Forest Leopold, alors également en provinciales. Le matricule 83 du RCS Saint-Josse est radié par la fédération belge. Le club aura évolué au total 11 saisons dans les divisions nationales.
À la suite de cette fusion, un nouveau club baptisé Football Club Saint-Josse est créé dans la commune, et n'a aucun lien historique avec le RCS Saint-Josse. Il reçoit le matricule 9394 lors de son affiliation à l'URBSFA, et évolue en quatrième provinciale, le plus bas niveau du football belge.

## Palmarès
- 1 fois champion de Belgique de Division 3 (alors encore appelée Promotion) en 1933.

## Résultats

### Bilan des saisons en nationales
Statistiques clôturées - Club disparu
| Niv | Divisions    | Jouées | Titres | TM Up | TM Down |
| --- | ------------ | ------ | ------ | ----- | ------- |
| I   | 1e nationale | 0      | 0      |       |         |
| II  | 2e nationale | 1      | 0      |       |         |
| III | 3e nationale | 6      | 1      |       |         |
| IV  | 4e nationale | 4      | 0      |       |         |
|     |              |        |        |       |         |
|     | TOTAUX       | 11     | 1      |       |         |

- TM Up= test-match pour départager des égalités, ou toutes formes de Barrages ou de Tour final pour une montée éventuelle.
- TM Down= test-match pour départager des égalités, ou toutes formes de Barrages ou de Tour final pour le maintien.

### Résultats par saison
| Ordre | Saison  | Nom du club                                | Niveau                    | Classement final | Remarques                           |
| ----- | ------- | ------------------------------------------ | ------------------------- | ---------------- | ----------------------------------- |
| 1     | 1929-30 | CS Saint-Josse                             | Promotion (D3) série A    | 12e/14           | Relégué !                           |
|       |         |                                            |                           |                  | séries régionales                   |
| 2     | 1931-32 | CS Saint-Josse                             | Promotion (D3) série B    | 2e/14            |                                     |
| 3     | 1932-33 | CS Saint-Josse                             | Promotion (D3) série A    | Champion         | Promu !                             |
| 4     | 1933-34 | CS Saint-Josse                             | Division 1 (D2) série A   | 14e/14           | Relégué !                           |
| 5     | 1934-35 | CS Saint-Josse                             | Promotion (D3) série B    | 14e/14           | Relégué !                           |
|       |         |                                            |                           |                  | séries régionales                   |
| 6     | 1950-51 | CS Saint-Josse                             | Promotion (D3) série A    | 7e/16            |                                     |
| 7     | 1951-52 | R. CS Saint-Josse                          | Promotion (D3) série B    | 11e/16           | Relégué de Promotion en...Promotion |
| 8     | 1952-53 | R. CS Saint-Josse                          | Promotion série B         | 9e/16            |                                     |
| 9     | 1953-54 | R. CS Saint-Josse                          | Promotion série C         | 13e/16           |                                     |
| 10    | 1954-55 | R. CS Saint-Josse                          | Promotion série B         | 14e/16           | Relégué !                           |
|       |         |                                            |                           |                  | séries provinciales                 |
| 11    | 2000-01 | R. CS Saint-Josse                          | Promotion série B         | 15e/16           | Relégué !                           |
|       | 2001    | Fusion avec R. Uccle-Forestoise-Léopold FC | Le matricule 83 disparaît |                  |                                     |